# Млакар, Янез
Янез Млакар (словен. Janez Mlakar, родился 31 мая 1944) — югославский хоккеист, игравший на позиции нападающего.

## Биография
Известен по многолетним выступлениям за клуб «Акрони Есенице». За сборную СФРЮ Беравс играл на Олимпийских играх 1968 года, в 6 играх забросил 1 шайбу и отдал 2 голевые передачи.
В 2012 году тренировал сборную ветеранов клуба «Акрони Есенице» в товарищеском матче против сборной Словении. В 2016 году работал тренером детской команды итальянского клуба «Понтебба», играющего в Каринтийской хоккейной лиге.